# Ракоши, Енё
Енё Ракоши (настоящие имя и фамилия — Евгений Кремснер) (венг. Jenő Rákosi; 12 ноября 1842, Королевство Венгрия — 8 февраля 1929, Будапешт, Венгрия) — венгерский драматург, прозаик, театральный деятель, журналист, театральный режиссёр, редактор. Член Венгерской академии наук (с 1892) и литературного общества им. Кароя Кишфалуди. Один из зачинателей венгерской драмы.
По происхождению — дунайский шваб.
Его первая драма «Владислав V», прошла незамеченной, но комедия «Эзоп» (1866), поставленная на сцене Национального театра в Будапеште, имела большой успех и поставила Е. Ракоши во главе группы «Молодой Венгрии» (Шандор Петёфи, Пал Вашвари и Михай Танчич).
Из других его драматических произведений более всего известны трагедия «Андрей и Иоганна» и комедия «Штурм Буды».
Е. Ракоши писал также романы, критические и критические статьи, основал радикальную газету «Pesti Hirlap» и был директором Народного театра в Будапеште.
Похоронен на кладбище Керепеши.